# Паско, Софи
Дама Софи Паско (англ. Sophie Pascoe; род. 8 января 1993, Крайстчерч) ― новозеландская пловчиха-паралимпиец. Участвовала в четырех Паралимпиадах, выиграв в общей сложности одиннадцати золотых медалей, семь серебряных медалей и одну бронзовую медаль. 13-кратная чемпионка мира (LC). Четырёхкратная чемпионка мира (SC).

## Биография
Родилась 8 января 1993 года в городе Крайстчерч, Новая Зеландия.
23 сентября 1995 года её случайно сбил отец на газонокосилке. В результате этого несчастного случая ей ампутировали левую ногу ниже колена, а на тыльной стороне правой ноги остались серьёзные рубцы.
Софи начала плавать в возрасте 7 лет. Тренер Роли Крайтон.

## Спортивная карьера
Участвует в соревнованиях по плаванию S10, SB9 и в SM10.
На Летних Паралимпийских играх 2008 года Паско выиграла золотую и серебряную медали в плавании брассом на 100 м и баттерфляем на 100 м соответственно, а затем — золото в индивидуальном плавании на 200 м среди женщин. Затем Паско разделила золотую медаль на дистанции 100 м на спине, когда пришла к финишу одновременно с Ширин Сапиро из Южной Африки. В возрасте 15 лет, Паско была самой юной спортсменкой из Новой Зеландии на Паралимпийских играх, который выиграл золото.
После Паралимпийских игр 2008 года Паско была награждена Новозеландским Орденом перед Новым годом 2009 за заслуги в плавании.
На Летних Паралимпийских играх 2012 года Софи успешно защитила свою золотую медаль на дистанции 200 м в индивидуальной комплексной гонке (SM10), побив собственный мировой рекорд на четыре секунды со временем 2: 25,65. Также выиграла золотые медали в беге на 100 м баттерфляем (S10), где она улучшила своё серебро в Пекине и в процессе установила новый мировой рекорд со временем 1: 04.43, и на 100 м вольным стилем. (S10), установив новый паралимпийский рекорд со временем 1: 00.89. Выиграла серебряные медали на дистанции 50 м вольным стилем (S10), на 100 м на спине (S10), брасс на 100 м (SB9).
В марте 2013 года Паско побила свой собственный мировой рекорд в беге на 50 м баттерфляем на чемпионате Новой Зеландии по плаванию в Окленде, установив время 29,21 секунды.
На летних Паралимпийских играх 2016 года в Рио-де-Жанейро выиграла золотые медали на дистанции 100 м на спине, 100 м баттерфляем и 200 м комплексным плаванием, что стало мировым рекордом. Также выиграла серебряные медали в заплывах на 50 м вольным стилем и 100 м вольным стилем. Её медаль на 50 м вольным стилем считается 200-й медалью, завоеванной Новой Зеландией на Паралимпийских играх (как летних, так и зимних). Благодаря её успеху количество золотых медалей увеличилось до девяти, а общее количество медалей — до 15, обогнав восемь золотых медалей и 14 медалей Евы Риммер, став самым успешным паралимпийцем Новой Зеландии.
На Летних Паралимпийских играх 2020 года она участвовала в заплыве на 100 метров брассом SB8 среди женщин, завоевав серебряную и бронзовую медали.